# Artazostre
Artazostre bzw. Artozostre (altpersisch *arta-zauštri) war eine Tochter des Dareios I. und mit Mardonios, dem Sohn von Gobryas verheiratet.
Artazostre wird, wie alle Frauen der königlichen Familie, in den achämenidischen Königsinschriften nicht erwähnt. Jedoch wurden Verwaltungstexte in Persepolis gefunden, in denen 498 v. Chr. die Frau von Mardonios, Tochter des Königs (Mardunuya irtiri sunki pakri) erwähnt wird. Sie erhielt vom persischen König Rationen, die ihr nach Vorweisen des Siegels an mehreren Stationen der Reise ausgehändigt wurden. Aufgrund von Texten von anderen Tontafeln nimmt man an, dass sie die Reise zusammen mit Gobryas und einer Frau namens Radušnamuya unternahm. Radušnamuya könnte mit der in den Texten andernorts aufgeführten Radušdukda identisch sein, die zusammen mit Gobryas erwähnt wird und nach Attributen in den Texten seine Frau und damit die Schwester von Dareios I. gewesen war.
Herodot berichtet, dass Artazostre mit Mardonios, dem Sohn von Gobryas verheiratet wurde, nachdem er Heeresführer der persischen Armee in Thrakien und Makedonien wurde.
Richard Hallock zog 1978 die Schlussfolgerung, dass die Frau von Mardonios, Tochter des Königs in den Verwaltungstexten mit Artazostre von Herodot identisch ist.